# Seynabou Mbengue Rodríguez
Seynabou Mbengue Rodríguez (geboren am 14. Oktober 1998 in Las Palmas) ist eine spanische Handballspielerin, die auf der Spielposition linker Rückraum eingesetzt wird.
Für ihren Vornamen sind auch die Schreibweisen Sayna und Seyna verbreitet.

## Vereinskarriere
Die in Las Palmas geborene Mbengue spielt seit ihrem sechsten Lebensjahr Handball.
Seynabou Mbengue war zunächst in Spanien beim in der División de Honor spielenden Verein Rocasa Gran Canaria aktiv. In der Saison 2018/2019 gewann sie die spanische Meisterschaft, in den Jahren 2017 und 2019 die Supercopa de España.
Im Februar 2023 wurde sie vom rumänischen Verein CS Gloria 2018 Bistrița-Năsăud verpflichtet, für den sie seit der Saison 2023/2024 in der rumänischen ersten Liga aufläuft.
Mbengue spielte in europäischen Vereinswettbewerben. Mit dem Verein von den Kanaren spielte sie in der EHF Champions League (2019/2020), im EHF Cup bzw. der EHF European League (2019/2020, 2022/2023) sowie im EHF Challenge Cup bzw. EHF European Cup (2015/2016, 2016/2017, 2017/2018, 2018/2019, 2020/2021, 2021/2022), mit dem Team aus Bistrița-Năsăud in der EHF Champions League (2024/2025) und der der EHF European League (2023/2024).

## Auswahlmannschaften
Mbengue spielte erstmals am 20. Juli 2012 für eine spanische Auswahlmannschaft, die promesas selección.
Mit der Jugendnationalmannschaft, mit der sie auch an der U-17-Europameisterschaft 2015 und der U-18-Weltmeisterschaft 2016 teilnahm, bestritt sie von 2014 bis 2016 insgesamt 31 Länderspiele, in denen sie 121 Tore warf.
Von März 2016 bis Juli 2018 stand sie in 28 Länderspielen der Juniorenauswahl im Aufgebot; sie erzielte dabei 115 Tore. Mit dieser Auswahl spielte sie bei der U-19-Europameisterschaft 2017 und der U-20-Weltmeisterschaft 2018.
Für die A-Auswahl spielte Mbengue erstmals am 24. November 2017 beim Torneo Internacional de España. Sie nahm an den Mittelmeerspielen 2022 teil, die das spanische Team gewann. Bis Oktober 2024 stand sie 18 Mal im Aufgebot und warf 16 Tore.

## Erfolge
- EHF Challenge Cup 2016, 2019
- EHF European Cup 2022
- spanische Meisterschaft 2019
- spanischer Pokal 2017
- spanischer Supercup 2017, 2019

## Privates
Seynabou Mbengues Vater stammt aus dem Senegal, ihre Mutter aus Spanien.